# Dyscia trabucaria
Dyscia trabucaria là một loài bướm đêm trong họ Geometridae.